# Bronisław Knaster

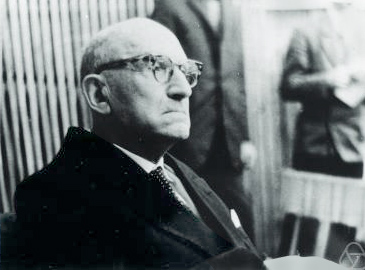
Bronisław Knaster

Bronisław Knaster (* 22. Mai 1893 in Warschau; † 3. November 1980 in Wrocław) war ein polnischer Mathematiker.

## Leben
Knaster promovierte 1923 bei Stefan Mazurkiewicz in Warschau und habilitierte sich zwei Jahre später. Nach einigen Jahren in Italien kehrte er nach Warschau zurück. Ab 1939 unterrichtete er an der Universität Lwów. Er wechselte 1945 nach Wrocław. 1963 wurde er mit dem Staatspreis 1. Klasse ausgezeichnet.
Knasters Hauptarbeitsgebiet  war die Topologie, zu der er fundamentale Beiträge lieferte. Besonders bekannt wurde er durch die Konstruktion diverser Beispiele mit ungewöhnlichen Eigenschaften. Darunter fallen das nach ihm benannte Knaster-Kontinuum sowie der Pseudo-arc, das erste Beispiel für ein vererbliches, unzerlegbares Kontinuum.  Nach ihm und Tarski ist der Fixpunktsatz von Tarski und Knaster benannt.